# Nyazeländsk skarpsill
Nyazeländsk skarpsill (Sprattus antipodum) är en fiskart som först beskrevs av James Hector 1872.  Nyazeländsk skarpsill ingår i släktet Sprattus och familjen sillfiskar. Inga underarter finns listade i Catalogue of Life.